# Harper Carter
William Harper Carter (15 agosto 1939) è un imprenditore e attore statunitense.
Iniziò la sua carriera come attore cinematografico fin da bambino, girando piccoli ruoli in alcuni film, come:
- Gunplay (1951), nel ruolo di Chip Martin;
- Pistol Harvest (1951), nel ruolo di Jack Green;
- Titanic (1953), nel ruolo di Norman Sturges;

In età adulta, girò altri tre film in Italia, come:
- Cafè Europa (1960);
- A tutto gas (1968), nel ruolo di Ted Simmons;
- Le Mogli (1971).

Dopo il suo ritiro dal cinema, Carter cambiò completamente attività ed attualmente è vicepresidente esecutivo di società di beni immobili.